# Římskokatolická farnost Kopřivnice
Římskokatolická farnost Kopřivnice je územním společenstvím římskokatolické církve s farním kostelem svatého Bartoloměje patřící do děkanátu Nový Jičín ostravsko-opavské diecéze.

## Historie farnosti
Původní dřevěný kostel stál na tzv. starém hřbitově, což je místo vzdálené asi 500 metrů od nynější budovy kostela. Není známo, kdy přesně byl původní kostel vystavěn, ale první písemná zmínka o něm je z roku 1567. Tento kostel byl však nedostačující pro velký nárůst obyvatelstva Kopřivnice ve druhé polovině 19. století.
15. dubna 1893 se začal stavět nový kostel. Do nové stavby byly přeneseny předměty z původního kostela. 7. července 1895 byl kostel slavnostně vysvěcen arcibiskupem Theodorem Kohnem. O rok později byl původní kostel z důvodu špatného stavu zbořen.

## Bohoslužby
| Kostel              | Místo      | Bohoslužba (den)                                 | Hodina                                      | Poznámka     |
| ------------------- | ---------- | ------------------------------------------------ | ------------------------------------------- | ------------ |
| svatého Bartoloměje | Kopřivnice | neděle pondělí úterý středa čtvrtek pátek sobota | 6.45, 10.00 17.45 beze mše 17.45 7.00 17.45 | farní kostel |

## Duchovní správci
Současným duchovním správcem od července 2018 je jako farář R. D. Mgr. Ing. Martin Kudla.

## Aktivity farnosti
Ve farnosti je církevní základní škola svaté Zdislavy.
Několikrát ročně, zpravidla k významným liturgickým obdobím, vychází farní časopis Zvonky.
Farnost se pravidelně účastní akce Noc kostelů.